# Perneb
Perneb (pr nb, "Senyor de [la seva] casa") va ser un príncep i sacerdot egipci de principis de la II dinastia (2890–2686 aC).
| O1 · V30 |

| O1 · V30 |

El nom de Perneb es conserva en diversos segells d'argila trobats a la tomba de galeria A de Saqqara, que s'atribueix a dos reis diferents, Hotepsekhemui i Raneb. Aquesta circumstància ha provocat discussions entre els egiptòlegs sobre l'origen familiar de Perneb. Tanmateix no es pot dir amb certesa de qui va ser fill exactament.
Perneb duia el títol de Fill del Rei (s3-njsw.t), tot i que es va fer conegut perquè portava un altre títol molt inusual: era sacerdot de Sopdu (Jrj-ẖt-Spd.w), una deïtat que poques vegades s'anomena als inicis de la història d'Egipte. El seu centre de culte es trobava en algun lloc del delta oriental del Nil, en una ciutat anomenada Iptjw de la que se'n desconeix la ubicació. També es desconeix on va ser enterrat Perneb.